# السراي الكبير (دمشق)
السراي الكبير كان المقر السابق للولاة في سوريا العثمانية في مدينة دمشق. تأسسس عام 1900 في عهد الوالي حسين ناظم باشا.
أُنشئ المبنى فوق حديقة البلدية قديماً قرب ساحة المرجة جنوب نهر بردى، بطراز أوروبي إغريقي مع سقف هرمي وواجهة تحتوي الطغراء العثمانية تمثل ختم السلطان عبد الحميد الثاني التي أزيلت بعد الاستقلال.

## تاريخ
دخله الأمير محمد سعيد الجزائري بعد انسحاب الحامية العثمانية في 26 أيلول 1918 وأعلن نفسه حاكم المدينة حتى وصول جيش الحلفاء والأمير فيصل في 1 تشرين الأول. استخدم المبنى كدار للحكم في عهد الملك فيصل والانتداب الفرنسي حتى الاستقلال.
بدأ نقل مقر الوزارات إلى خارج المبنى بدءاً من وزارة الخارجية عام 1949، ثم مقر مجلس رئاسة الوزراء في منتصف الستينات، ليصبح مقر لوزارة الداخلية.
في عام 2011، تم تسليم البناء لوزارة السياحة ليتم إعادة استخدامه كفندق سياحي. تعرض المبنى لأضرار إثر تفجير سيارة مفخخة في نيسان 2013 أثناء الحرب الأهلية السورية.